# Tania Ovesen
 Der er for få eller ingen kildehenvisninger i denne artikel, hvilket er et problem. Du kan hjælpe ved at angive troværdige kilder til de påstande, som fremføres i artiklen.

Tania Hardinger (født Ovesen d.12. november 1977 i Aarhus) er en aarhusiansk sanger og sangskriver og kunstmaler.
Tania Hardinger har tidligere været den ene halvdel af den akustiske duo Ovesen/Bruun, hvor hun sammen med guitaristen Leif Bruun spillede rundt omkring i landet. Ovesen/Bruun var også navnet på deres fælles lydstudie, som de havde nord for Aarhus fra 2003-2005.
Tania Hardinger har lagt vokal til flere musikprojekter heriblandt soundtracket til Danmarksekspeditionen sendt på DR med musik af guitaristen Knud Møller.
I december 2009 indledte Tania Hardinger et samarbejde med den tidligere Shu-Bi-Dua-guitarist Michael Hardinger.
De dannede sammen med Shu-Bi-Dua-medlemmerne Kim Daugaard og Michael Bundesen og musikeren Kasper Daugaard Krisekoret, som skrev og fremførte politiske sange.
I december 2010 lagde Tania Hardinger vokal på Michael Hardinger og produceren Rasmus Schwengers julemelodi God December.
I februar 2011 skrev Tania og Michael Hardinger Liberal Alliances slagsang som de sammen fremførte i marts 2011 på partiets landsmøde.
Tania Hardinger har i en årrække været forsanger i flere danseorkestere - heriblandt "Tailors" fra Horsens,  Medleyband og Radiostars. Tania Hardinger var også forsanger i det danske band Fed Lykke der debuterede med singlen Sommer i Danmark komponeret af Tania Hardinger i maj 2018. Sommer i Danmark blev den mest spillede sang på P5 den sommer.
Tania og Michael Hardinger skrev sammen “Kalundborg-sangen” i 2015 til byen i forbindelse med et Spil Dansk projekt. Sangen spilles blandt andet på byens kirkeklokker.
Tania Hardinger har skrevet og indspillet to engelsksprogede sange “Ism” og “If You Stay” som blev udvalgt af songtradr til en rockcompilation ved navn “Crossroads” i USA.
Tania Hardinger har desuden malerstudiet “Art-Ism”  hvor hun maler og sælger egne malerier i ind- og udland.

## Privatliv
Tania Hardinger blev i 2014 gift med guitaristen Michael Hardinger på Hawaii. Parret har været sammen siden 2010.
Parret er bosat dels i USA og dels i Danmark.
Tania Hardinger er desuden uddannet sygeplejerske og arbejder som sådan i København.